# Bóng rổ tại Đại hội Thể thao châu Á 1970
Bóng rổ là một trong 13 bộ môn thể thao tổ chức tại Đại hội Thể thao châu Á 1970 ở Bangkok, Thái Lan. Hàn Quốc nhận được nhận được danh hiệu bóng rổ châu Á đầu tiên bằng cách đánh bại đương kim vô địch Israel tại vòng đấu giải vô địch. Nó được tổ chức từ 9 đến 19 tháng 12 năm 1970.

## Tổng kết huy chương

### Bảng huy chương
| 1    | Hàn Quốc (KOR) | 1 | 0 | 0 | 1 |
| 2    | Israel (ISR)   | 0 | 1 | 0 | 1 |
| 3    | Nhật Bản (JPN) | 0 | 0 | 1 | 1 |
| Tổng | Tổng           | 1 | 1 | 1 | 3 |

## Vòng loại

### Bảng A
| Đội               | Pld | W | L |
| ----------------- | --- | - | - |
| Israel            | 3   | 3 | 0 |
| Nhật Bản          | 3   | 2 | 1 |
| Singapore         | 3   | 1 | 2 |
| Việt Nam Cộng hòa | 3   | 0 | 3 |

| 10 tháng 12 |  | Israel | 108–59 | Việt Nam Cộng hòa |  | Sân vận động Nimibutr, National Sports Complex, Bangkok |

| 10 tháng 12 |  | Nhật Bản | 96–47 | Singapore |  | Sân vận động Nimibutr, National Sports Complex, Bangkok |

| 11 tháng 12 17:30 |  | Israel | 98–58 | Singapore |  | Sân vận động Nimibutr, National Sports Complex, Bangkok |

| 11 tháng 12 |  | Nhật Bản | 80–56 | Việt Nam Cộng hòa |  | Sân vận động Nimibutr, National Sports Complex, Bangkok |

| 12 tháng 12 |  | Israel | 82–64 | Nhật Bản |  | Sân vận động Nimibutr, National Sports Complex, Bangkok |

| 12 tháng 12 |  | Singapore | 98–87 | Việt Nam Cộng hòa |  | Sân vận động Nimibutr, National Sports Complex, Bangkok |

### Bảng B
| Đội         | Pld | W | L |
| ----------- | --- | - | - |
| Hàn Quốc    | 3   | 3 | 0 |
| Philippines | 3   | 2 | 1 |
| Iran        | 3   | 1 | 2 |
| Hồng Kông   | 3   | 0 | 3 |

| 10 tháng 12 |  | Philippines | 113–45 | Hồng Kông |  | Sân vận động Nimibutr, National Sports Complex, Bangkok |

| 10 tháng 12 |  | Hàn Quốc | 110–77 | Iran |  | Sân vận động Nimibutr, National Sports Complex, Bangkok |

| 11 tháng 12 16:00 |  | Philippines | 92–90 | Iran |  | Sân vận động Nimibutr, National Sports Complex, Bangkok |

| 11 tháng 12 20:30 |  | Hàn Quốc | 116–51 | Hồng Kông |  | Sân vận động Nimibutr, National Sports Complex, Bangkok |

| 12 tháng 12 |  | Hàn Quốc | 77–75 | Philippines |  | Sân vận động Nimibutr, National Sports Complex, Bangkok |

| 12 tháng 12 |  | Iran | vs. | Hồng Kông |  | Sân vận động Nimibutr, National Sports Complex, Bangkok |

### Bảng C
| Đội                | Pld | W | L |
| ------------------ | --- | - | - |
| Trung Hoa Dân Quốc | 3   | 3 | 0 |
| Ấn Độ              | 3   | 2 | 1 |
| Thái Lan           | 3   | 1 | 2 |
| Malaysia           | 3   | 0 | 3 |

| 10 tháng 12 |  | Trung Hoa Dân Quốc | 74–71 | Ấn Độ |  | Sân vận động Nimibutr, National Sports Complex, Bangkok |

| 10 tháng 12 |  | Thái Lan | 80vs. | Malaysia |  | Sân vận động Nimibutr, National Sports Complex, Bangkok |

| 11 tháng 12 19:00 |  | Ấn Độ | 70–64 | Thái Lan |  | Sân vận động Nimibutr, National Sports Complex, Bangkok |

| 11 tháng 12 |  | Trung Hoa Dân Quốc | 82–62 | Malaysia |  | Sân vận động Nimibutr, National Sports Complex, Bangkok |

| 12 tháng 12 |  | Ấn Độ | 77–72 | Malaysia |  | Sân vận động Nimibutr, National Sports Complex, Bangkok |

| 12 tháng 12 |  | Trung Hoa Dân Quốc | vs. | Thái Lan |  | Sân vận động Nimibutr, National Sports Complex, Bangkok |

## Consolation round

### Bảng 7-12
| Team              | Pld | W | L |
| ----------------- | --- | - | - |
| Iran              | 5   | 5 | 0 |
| Thái Lan          | 5   | 4 | 1 |
| Malaysia          | 5   | 3 | 2 |
| Singapore         | 5   | 2 | 3 |
| Việt Nam Cộng hòa | 5   | 1 | 4 |
| Hồng Kông         | 5   | 0 | 5 |

| 14 tháng 12 |  | Singapore | 86–72 | Hồng Kông |  | Sân vận động Nimibutr, National Sports Complex, Bangkok |

| 14 tháng 12 |  | Iran | 104–97 | Việt Nam Cộng hòa |  | Sân vận động Nimibutr, National Sports Complex, Bangkok |

| 14 tháng 12 |  | Thái Lan | –79 | Malaysia |  | Sân vận động Nimibutr, National Sports Complex, Bangkok |

| 15 tháng 12 |  | Việt Nam Cộng hòa | 79–78 | Hồng Kông |  | Sân vận động Nimibutr, National Sports Complex, Bangkok |

| 15 tháng 12 |  | Malaysia | 76–69 | Singapore |  | Sân vận động Nimibutr, National Sports Complex, Bangkok |

| 15 tháng 12 |  | Iran | vs. | Thái Lan |  | Sân vận động Nimibutr, National Sports Complex, Bangkok |

| 16 tháng 12 |  | Thái Lan | 95–72 | Hồng Kông |  | Sân vận động Nimibutr, National Sports Complex, Bangkok |

| 16 tháng 12 |  | Singapore | 120–101 | Việt Nam Cộng hòa |  | Sân vận động Nimibutr, National Sports Complex, Bangkok |

| 16 tháng 12 |                              | Iran | 82–79 | Malaysia |  | Sân vận động Nimibutr, National Sports Complex, Bangkok |
| 16 tháng 12 | Điểm giữa hiệp: 49-27, 33-52 |      |       |          |  | Sân vận động Nimibutr, National Sports Complex, Bangkok |

| 18 tháng 12 |  | Thái Lan | 121–91 | Việt Nam Cộng hòa |  | Sân vận động Nimibutr, National Sports Complex, Bangkok |

| 18 tháng 12 |  | Iran | –64 | Singapore |  | Sân vận động Nimibutr, National Sports Complex, Bangkok |

| 18 tháng 12 |  | Malaysia | 80–64 | Hồng Kông |  | Sân vận động Nimibutr, National Sports Complex, Bangkok |

| 19 tháng 12 |  | Iran | 95–88 | Hồng Kông |  | Sân vận động Nimibutr, National Sports Complex, Bangkok |

| 19 tháng 12 |  | Thái Lan | 95–81 | Singapore |  | Sân vận động Nimibutr, National Sports Complex, Bangkok |

| 19 tháng 12 |  | Malaysia | 103–82 | Việt Nam Cộng hòa |  | Sân vận động Nimibutr, National Sports Complex, Bangkok |

## Vòng cuối

### Bảng cuối
| Đội                | Pld | W | L |
| ------------------ | --- | - | - |
| Hàn Quốc           | 5   | 4 | 1 |
| Israel             | 5   | 4 | 1 |
| Nhật Bản           | 5   | 3 | 2 |
| Trung Hoa Dân Quốc | 5   | 2 | 3 |
| Philippines        | 5   | 2 | 3 |
| Ấn Độ              | 5   | 0 | 5 |

| 14 tháng 12 |  | Philippines | 70–65 | Hàn Quốc |  | Sân vận động Nimibutr, National Sports Complex, Bangkok |

| 14 tháng 12 |  | Nhật Bản | vs. | Ấn Độ |  | Sân vận động Nimibutr, National Sports Complex, Bangkok |

| 14 tháng 12 |  | Israel | vs. | Trung Hoa Dân Quốc |  | Sân vận động Nimibutr, National Sports Complex, Bangkok |

| 15 tháng 12 |  | Israel | 82–67 | Nhật Bản |  | Sân vận động Nimibutr, National Sports Complex, Bangkok |

| 15 tháng 12 |  | Philippines | 97–79 | Ấn Độ |  | Sân vận động Nimibutr, National Sports Complex, Bangkok |

| 15 tháng 12 |  | Hàn Quốc | 74–72 | Trung Hoa Dân Quốc |  | Sân vận động Nimibutr, National Sports Complex, Bangkok |

| 16 tháng 12 |  | Trung Hoa Dân Quốc | 75–64 | Philippines |  | Sân vận động Nimibutr, National Sports Complex, Bangkok |

| 16 tháng 12 |  | Hàn Quốc | 80–57 | Nhật Bản |  | Sân vận động Nimibutr, National Sports Complex, Bangkok |

| 16 tháng 12 |  | Israel | 82–74 | Ấn Độ |  | Sân vận động Nimibutr, National Sports Complex, Bangkok |

| 18 tháng 12 |  | Nhật Bản | 81–66 | Trung Hoa Dân Quốc |  | Sân vận động Nimibutr, National Sports Complex, Bangkok |

| 18 tháng 12 |  | Israel | 83–78 | Philippines |  | Sân vận động Nimibutr, National Sports Complex, Bangkok |

| 18 tháng 12 |  | Hàn Quốc | 93–54 | Ấn Độ |  | Sân vận động Nimibutr, National Sports Complex, Bangkok |

| 19 tháng 12 |  | Trung Hoa Dân Quốc | 78–53 | Ấn Độ |  | Sân vận động Nimibutr, National Sports Complex, Bangkok |

| 19 tháng 12 |  | Nhật Bản | 76–72 | Philippines |  | Sân vận động Nimibutr, National Sports Complex, Bangkok |

| 19 tháng 12 |  | Hàn Quốc | 81–67 | Israel |  | Sân vận động Nimibutr, National Sports Complex, Bangkok |

### Xếp loại cuối
| Hạng | Đội                |
| ---- | ------------------ |
|      | Hàn Quốc           |
|      | Israel             |
|      | Nhật Bản           |
| 4    | Trung Hoa Dân Quốc |
| 5    | Philippines        |
| 6    | Ấn Độ              |
| 7    | Iran               |
| 8    | Thái Lan           |
| 9    | Malaysia           |
| 10   | Singapore          |
| 11   | Việt Nam Cộng hòa  |
| 12   | Hồng Kông          |